# Solieria aureola
Solieria aureola är en tvåvingeart som beskrevs av Louis-Paul Mesnil 1973. Solieria aureola ingår i släktet Solieria och familjen parasitflugor. Inga underarter finns listade i Catalogue of Life.